# Cyclamen libanoticum
Cyclamen libanoticum là một loài thực vật có hoa trong họ Anh thảo. Loài này được Hildebr. mô tả khoa học đầu tiên năm 1898.

## Hình ảnh

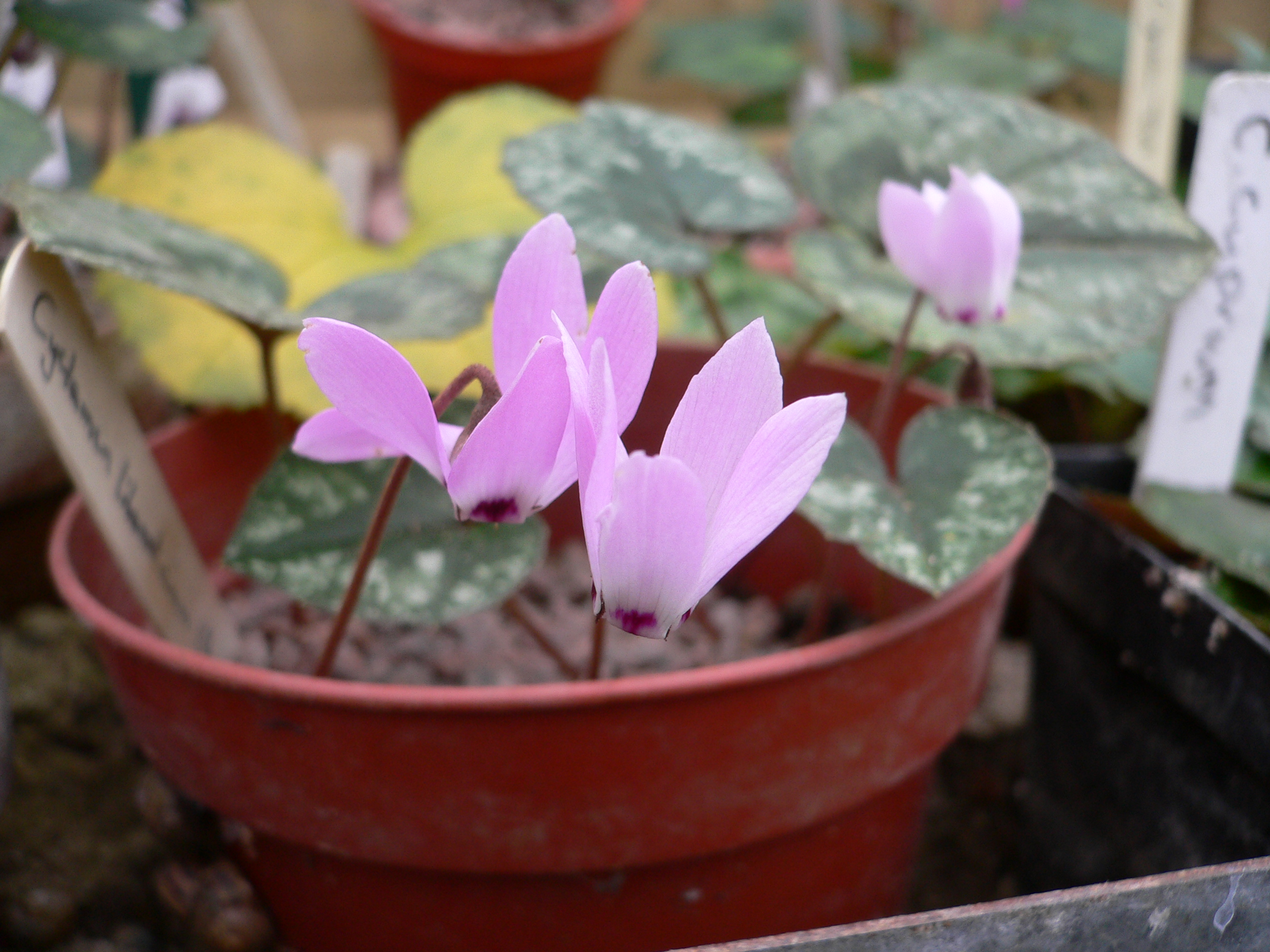
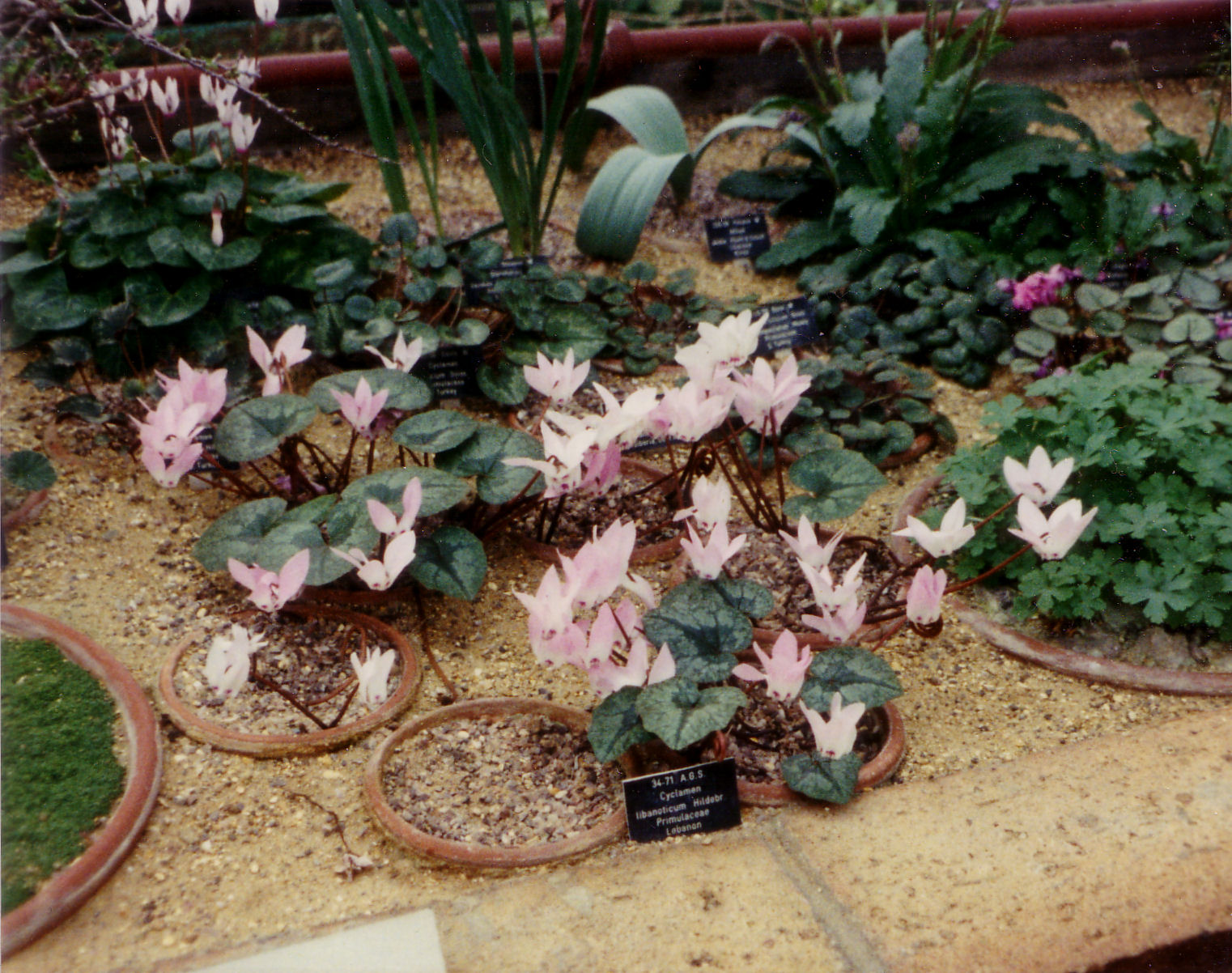
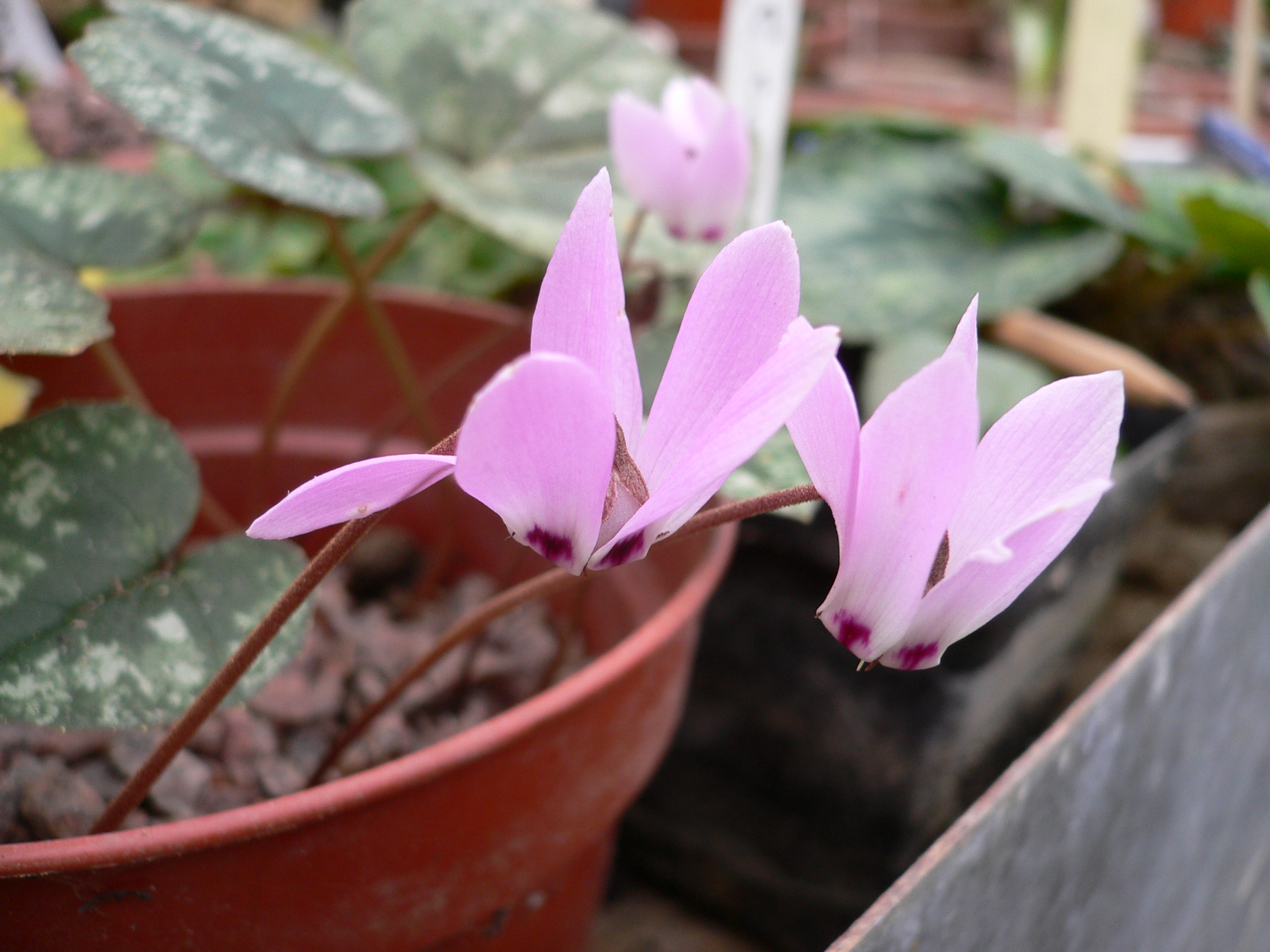